# Stadion Kieselhumes
Das Stadion Kieselhumes ist ein Fußballstadion mit Leichtathletikanlage im Stadtteil St. Johann der saarländischen Landeshauptstadt Saarbrücken. Die 1931 eingeweihte Anlage bietet heute Platz für 12.000 Zuschauer, nach anderen Angaben für 6000 Menschen.

## Geschichte
Das Stadion wurde im August 1931 eröffnet und erhielt 1935 die bis heute erhaltene Tribünenanlage. 1952 wurde der Kieselhumes erweitert und bot fortan 35.000 Zuschauern Platz. Aus dieser Zeit stammt auch das Türmchen auf der Tribünenseite. In den Jahren 1999 bis 2004 erfolgten die jüngsten grundlegenden Modernisierungen mit Naturrasenplatz, Kunststoffbahn mit acht Spuren und Kugelstoßanlage sowie Umbau und Sanierung des Tribünengebäudes. Die Anzahl der Zuschauerplätze des Stadions wurde im Zuge der Sanierungsarbeiten drastisch reduziert. Derzeit werden weitere Zuschauerplätze entfernt.

## Fußball
Der Hauptnutzer ist gegenwärtig die Frauenfußballmannschaft des 1. FC Saarbrücken. In den 1940er und 1950er Jahren trugen die Männer des 1. FC Saarbrücken ihre Heimspiele in der Endrunde um die deutsche Fußballmeisterschaft im Stadion Kieselhumes aus. Die saarländische Fußballnationalmannschaft nutzte ebenfalls dieses Stadion.

## Leichtathletik
Der Hauptnutzer im Bereich Leichtathletik ist die Leichtathletikabteilung des Vereins SV Saar 05 Saarbrücken. Daneben werden Kreis- und Landesmeisterschaften im Stadion Kieselhumes ausgetragen, 2008 der Bundesliga-Endkampf der deutschen Mannschafts-Meisterschaften (DMM).